# Стратешка победа
Стратешка победа је победа која доноси дугорочну предност победнику и нарушава способност непријатеља да води рат. Када историчари говоре о победи уопштено, обично мисле на стратешку победу. Она се најчешће дешава заједно са тактичком победом на бојном пољу, која омогућава даљи напредак у постизању циљева кампање. Међутим, могуће је да се и тактички пораз сматра стратешком победом уколико су остварени други циљеви (нпр. наношењем толико великих губитака супротној страни да је њено напредовање онемогућено, што резултује Пировом победом за непријатеља).